# Edmund Tobin Asselin
Pour les articles homonymes, voir Asselin.
Edmund Tobin Asselin (Bromptonville (Québec) 26 septembre 1920 - 24 mars 1999 à l'âge de 78 ans) fut un administrateur et homme politique fédéral du Québec.

## Biographie
Né à Bromptonville dans les Cantons-de-l'Est (aujourd'hui Sherbrooke dans la région de l'Estrie), Asselin est capitaine aviateur durant la Seconde Guerre mondiale. De retour au Canada, il sert comme conseiller municipal à Montréal de 1950 à 1962.
Élu député du Parti libéral du Canada dans la circonscription fédérale de Notre-Dame-de-Grâce en 1962, il fut réélu en 1963. Il ne se représenta pas en 1965.
Son frère, Patrick Tobin Asselin, a été député fédéral de Richmond—Wolfe de 1963 à 1968 et son grand-père, Edmund William Tobin a été député fédéral de Richmond—Wolfe de 1900 à 1930 et sénateur de Victoria de 1930 à 1938.